# Astřička hladká

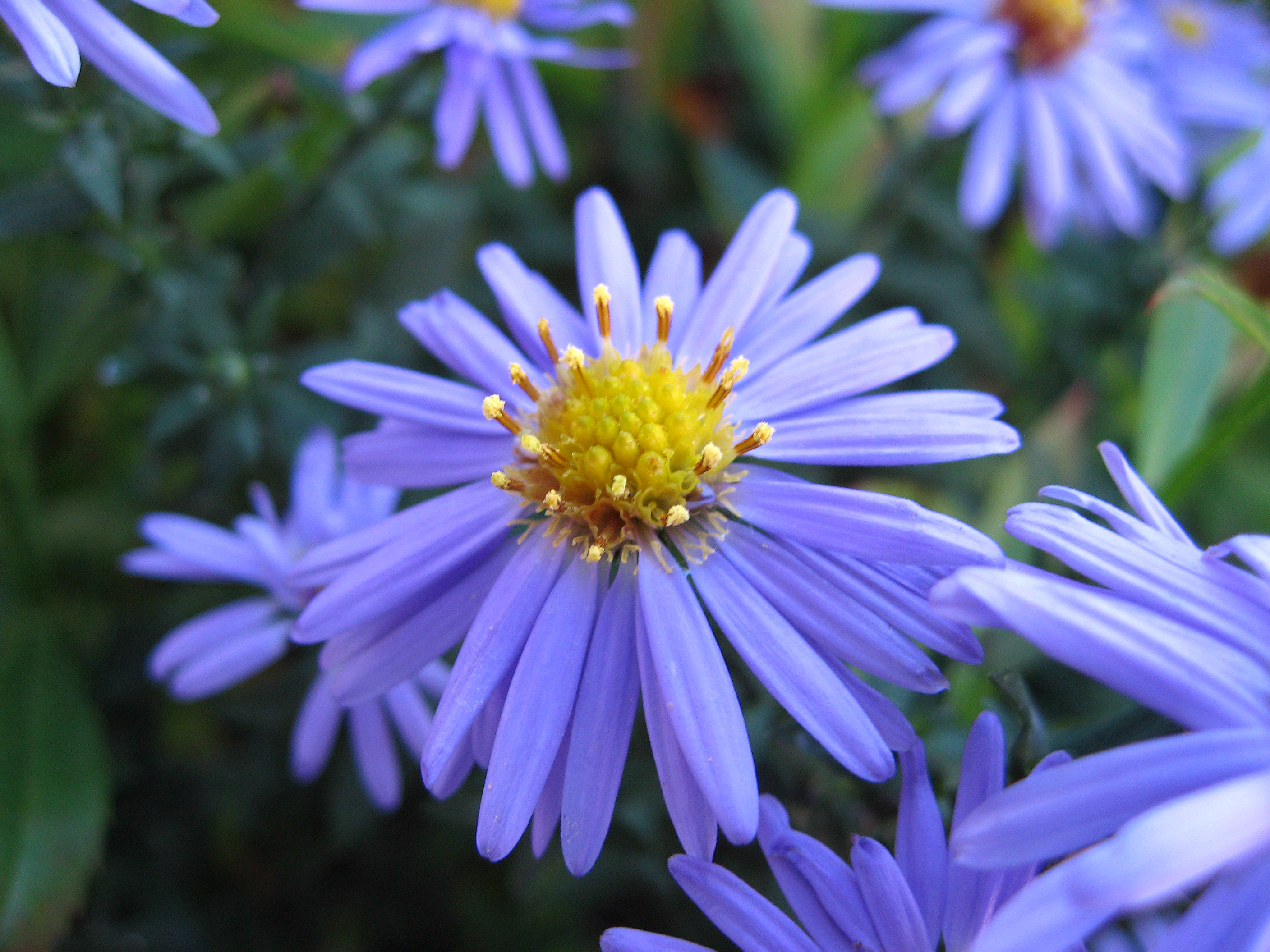
Květenství astřičky hladké

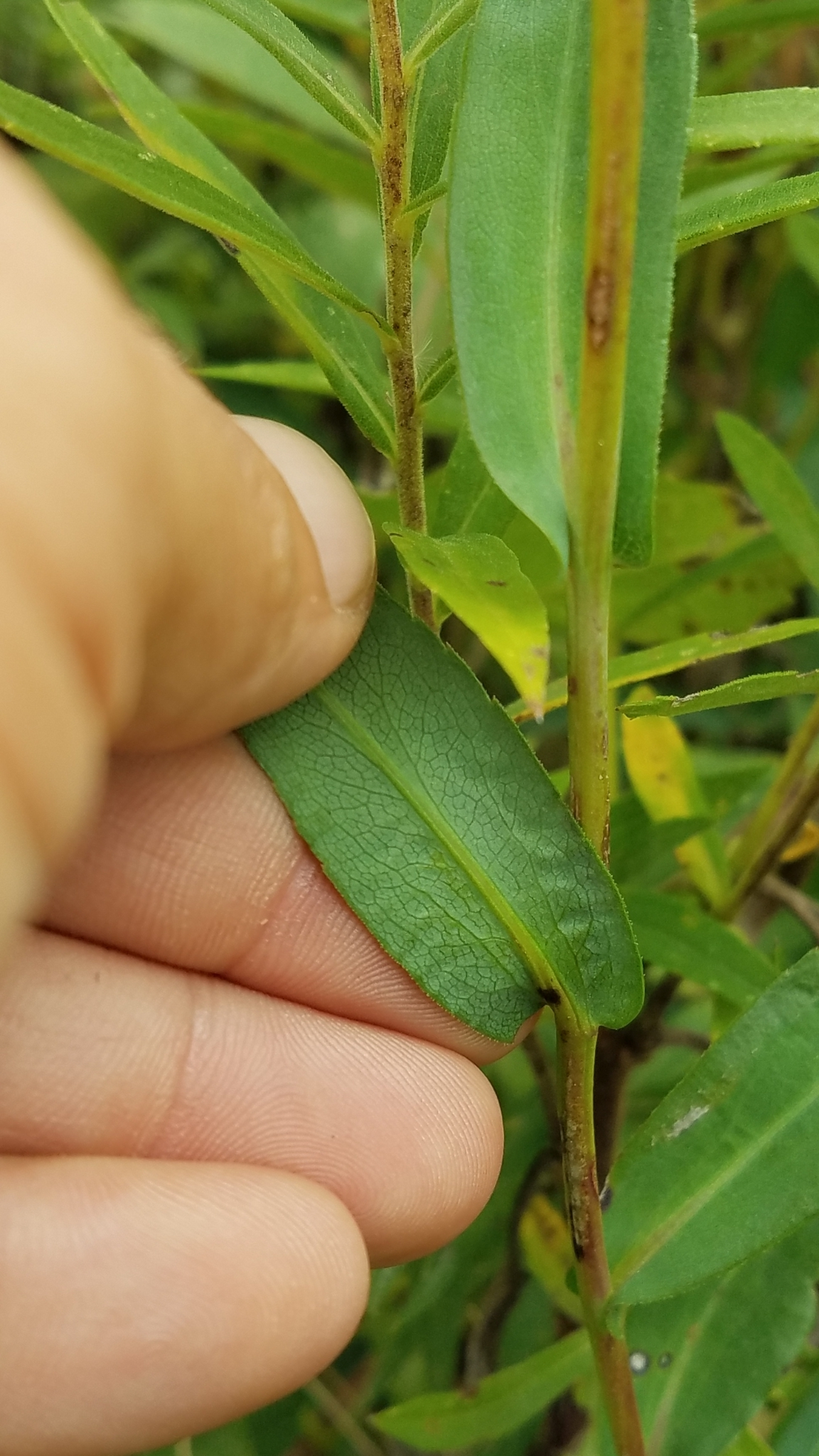
Lodyhy s listy

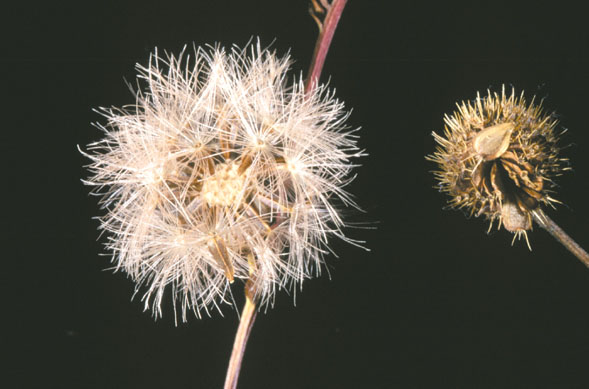
Nažky s chmýrem

Astřička hladká (Symphyotrichum laeve) je vytrvalá okrasná rostlina vysoká až 1 m, kvetoucí v podzimních měsících mnoha modrými květy sestavenými do úborů velkých asi 2 cm. Je známa i pod zastaralým jménem „hvězdnice hladká“ (Aster laevis), byla totiž pro své morfologické i fylogenetické odlišnosti vyňata z původního rodu hvězdnice (Aster) a přesunuta do nového rodu astřička (Symphyotrichum).
Pochází ze Severní Ameriky a pro své květy byla úmyslně zavlečena do Evropy, kde ji začali vysazovat do okrasných zahrad a parků, odkud unikala do volné přírody. Zplaněná verze astřičky hladké rostoucí v české přírodě byla zjištěná již roku 1851. V Česku je tato květina klasifikována jako příležitostně pěstovaný neofyt, jenž postupně v české krajině naturalizoval.

## Rozšíření
Tato bylina je považována za původní druh po celé Kanadě a Spojených státech amerických, od pacifického pobřeží po atlantské, od Yukonu na severu Kanady po Texas a Floridu na jihu Spojených států. Na jihu její areál zasahuje i do mexického státu Coahuila.
Druhotně je rozšířena téměř na celé Střední Americe a po některých ostrovech v Karibiku i severních státech Jižní Ameriky. Druhotně byla lidmi úmyslně zavlečená také do Evropy, kde vyjma Finska, Dánska, Portugalska, států v Pobaltí a ve východní Evropě či na jihu Balkánského poloostrova také zplaněla a více či méně pravidelně roste ve volné přírodě. Do mnoha oblastí se mohla dostat samovolně bez lidského přičinění, vyklíčením ze semen s chmýrem roznášených větrem. Na Slovensku je považována za invazivní druh.
V České republice je pro svou minimální náročnost na péči vysazována ve veřejných zahradách a parcích, obdobně jako v drobných zahrádkách. Planě nejčastěji roste v místech blízkých svému pěstování. Zplaňuje především na skládkách odpadů s kyprou půdou, u zahradnických osad nebo i hřbitovů.

## Ekologie
Vyskytuje se na loukách, pastvinách, podél vodních toků i v řídkých lesích, na rumištích i rozličných skládkách s kyprou půdou. Tento hemikryptofyt nejlépe roste a kvete na humózních a dobře odvodněných půdách, vyhovují mu i půdy částečně písčité, kamenité nebo jílovité, k bohatému kvetení potřebuje plné slunce, již zakořeněná rostlina snese i sušší místa. Na nová stanoviště se dostává odnožováním i zanesenými semeny, není však při šíření příliš agresivním druhem. Kvete od září do listopadu, v podstatě až do zámrazu. Při podzimním kvetení, kdy se v přírodě objevuje jen málo květů, ji za slunných dnů hojně navštěvují včely, čmeláci a blanokřídlý hmyz, kteří využívají jednu z posledních nabídek nektaru. Počet chromozomů je 2n = 48 a stupeň ploidie x = 8.
Vzhled astřičky hladké, stejně jako ostatních druhů rodu astřička, se vyznačuje občasnou heterofylií. Jarní přízemní listy jsou často velmi odlišné od pozdějších listů a také zákrovy prvních úborů se mohou tvarově odlišovat od zákrovů úborů vyrostlých později. Rostliny se mohou od sebe podstatně různit i velikostí, která je často závislá na půdních a klimatických podmínkách.

## Popis
Astřička hladká je na podzim zatahující trvalka, která bývá za květu vysoká 80 až 100 cm. Vytváří nízce rozvětvený keřík s přímými, nahoře větvenými lodyhami, nebo řidčeji z kořene vyrůstají samostatné, u vrcholu větvící se lodyhy. Rostlina mívá krátký tlustý oddenek a rozvětvenou kořenovou hlavu s mnoha vláknitými kořínky. Lodyhy jsou lysé, modravě ojíněné a porostlé střídavými listy.
Listy jsou jednoduché, pevné, vejčité, kopinaté či obkopinaté, dlouhé 3 až 20 cm, široké 1 až 2,5 cm a směrem vzhůru se zmenšují, přízemní a dolní lodyžní listy brzy usychají a opadávají. Čepele mají celokrajné nebo po okraji drobně zubaté, na vrcholu špičaté či zaokrouhlené a jsou oboustranně lysé, u dolních listů jsou do řapíku zúžené; horní listy jsou menší a lodyhu částečně objímají. Lícní plocha listů je středně zelená až šedavě modrá, rubová strana je světle zelená nebo světle šedomodrá a oba povrchy jsou lysé. Síťová žilnatina je patrná na spodní straně.
Úbory s plně rozkvetlými květy jsou velké 1,5 až 2,5 cm, bývají přisedlé nebo častěji mívají až 6 cm dlouhé stopky a jsou sestavené do úzkých chocholičnatých lat či hroznů. Na stopkách úborů vyrůstají listeny obdobného tvaru jako lodyžní listy, poloobjímavé listeny jsou i v úžlabí vyrůstajících větví květenství. Zákrov má tvar zvonkovitý až protáhle zvonkovitý, je vysoký 4,5 až 7 mm, bývá čtyř až šestiřadý, jeho přitisklé a střechovitě se kryjící listeny jsou nestejně dlouhé. Všechny jsou slámově žluté, vnitřní mají ostře ohraničenou kosočtverečnou plošku zelené barvy a vnější úzký pruh směřující k jejich bázi. Zelené a nezelené plochy listenů tvoří šachovnicovitý ornament.
Ve středu úboru bývá průměrně 19 až 33 oboupohlavných trubkovitých květů se žlutou pětizubou korunou. Po obvodě úboru vyrůstá průměrně 13 až 23 samičích jazykovitých květů s úzce obdélníkovou ligulou asi 10 mm dlouhou, zbarvenou modře až modrofialově, velmi zřídka bílé. Během období kvetení mění barvu z bělavě žluté do purpurové a po odkvětu zhnědnou. Kalichy květů jsou během kvetení redukované, postupně se přetvoří do podoby chmýru. Květy jsou opylovány hmyzem nejčastěji geitonogamicky, pylem z jiného květu téže rostliny. Z opyleného květu se vyvine plod, sytě fialová až hnědá nažka asi 2,5 mm velká, se čtyřmi až pěti vystouplými podélnými žebry. Je lysá nebo řídce chlupatá a má připojený žlutohnědý až červenavý chmýr dlouhý asi 5 mm.

## Rozmnožování
Rostlina se přirozeně rozšiřuje do blízkého okolí vegetativně rozrůstáním oddenků, na delší vzdálenost generativně semeny (nažkami) roznášenými větrem nebo povrchovou vodou. V odborných zahradnických podnicích rostliny rozmnožují vegetativně, bylinnými řízky, které v polovině léta píchají do vlhké půdy ve studeném skleníku; takto se spolehlivě přenesou vlastnosti rodičovské rostliny na potomky.
Pokud odkvetlé květy včas neodstraníme, jejich semena rozfouká vítr do okolí a vyrostou z nich nové semenáče, které nutně nemusí být astřičky hladké. Často takto vzniknou těžko identikovatelní kříženci s jiným druhem nebo také s jiným křížencem.

## Taxonomie
Astřička hladká se původně vyskytuje na rozlehlém území Severní Ameriky, kde se rozrůznila do čtyř variet:
- Symphyotrichum laeve var. laeve – východní část kontinentu
- Symphyotrichum laeve var. concinnum (Willd.) G. L. Nesom, 1995 – Appalačské pohoří
- Symphyotrichum laeve var. geyeri (A. Gray) G. L. Nesom, 1995 – západní část kontinentu
- Symphyotrichum laeve var. purpuratum (Nees) G. L. Nesom, 1995 – jih Spojených států

Existují četní kříženci astřičky hladké, např. s astřičkou kopinatou nebo astřičkou novobelgickou, což ztěžuje určení druhu. Tito kříženci jsou dále plodní a existují četné přechodné typy pravděpodobně hybridního původu. Vznikají hlavně mezi druhy se základním chromozomovým číslem x = 8, což mají právě astřička kopinatá i astřička novobelgická. Ve většině případů jde o ustálené křížence, schopné dalšího šíření bez závislosti na rodičovských rostlinách.

## Význam
Druh astřička hladká se od ostatních podobných druhů odlišuje především hladkými lysými listy a lodyhami, střechovitě se kryjícími listeny s typickým uspořádáním zelených a nezelených plošek, poloobjímavými horními lodyžními listy i listeny a modrým ojíněním lodyh. Využívá se jako nenáročná trvalka do okrasných záhonů, kde bez velkých nároků na půdu i ošetřování každoročně výrazně kvete od září do příchodu mrazíků.